# 飛天女神

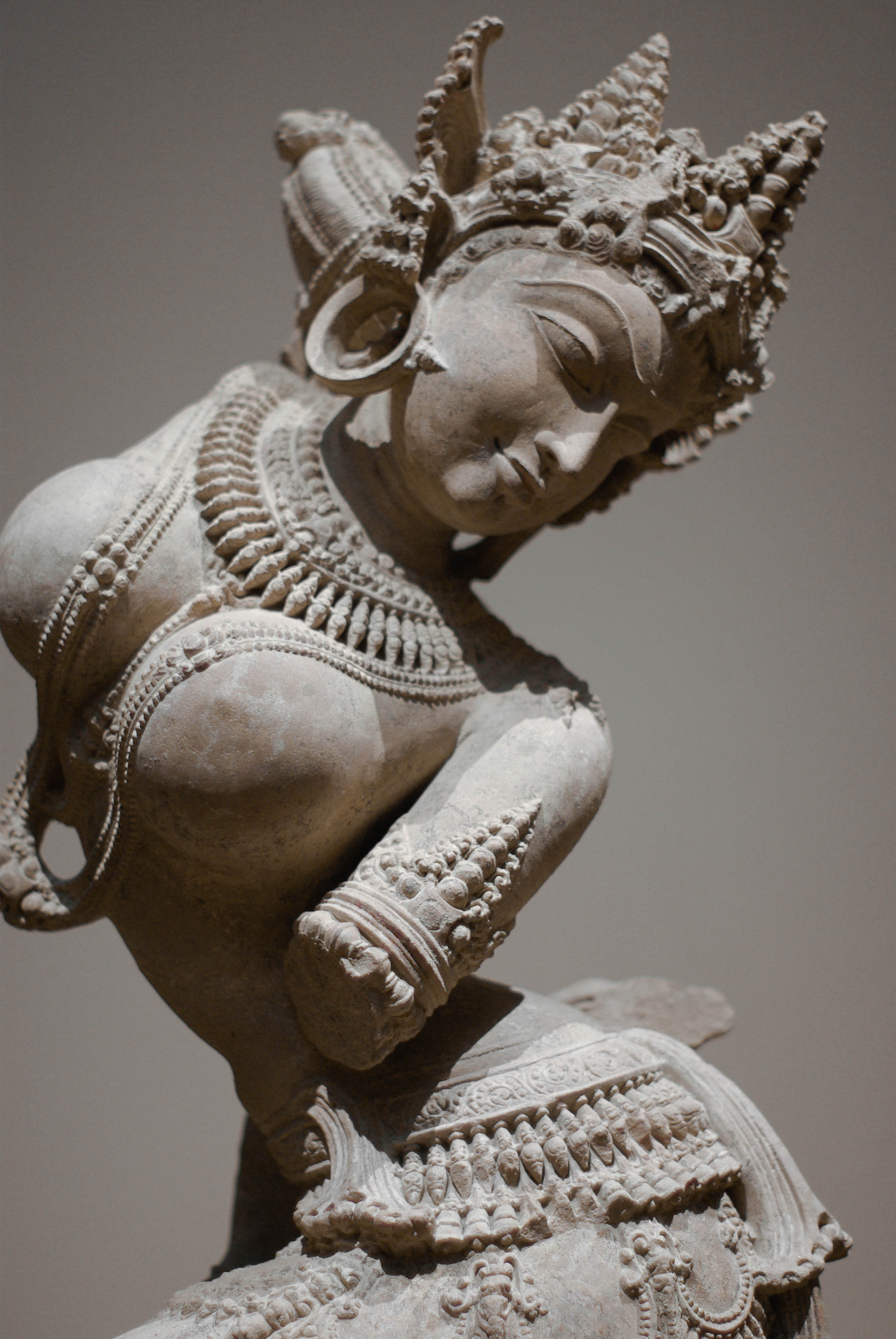
飛天女神像，現存大都會藝術博物館

飛天女神（梵語： / apsarā）是印度神話中的女性神祇。《薄伽梵往世书》指出，飛天女神是从迦叶波和穆尼生出，《毗湿奴往世书》中搅乳海诞生了飛天女神。通常嫁给乾闥婆并隨其在天界中起舞。因陀羅因為擔心苦行者的修行，曾派飛天女神誘惑他們。

## 著名的飛天女神
广延天女（Urvashi）：刹帝利月亮王朝的始祖洪呼王的妻子。
弥那迦（Menaka）：与众友仙人生下女儿沙恭达罗（Shakuntala）。
补伐质底（Purvachitti） - 国王阿耆尼達（Agnidhra）的妻子。
兰跋（Rambha）：夜叉那吒俱伐羅的妻子。

## 图库

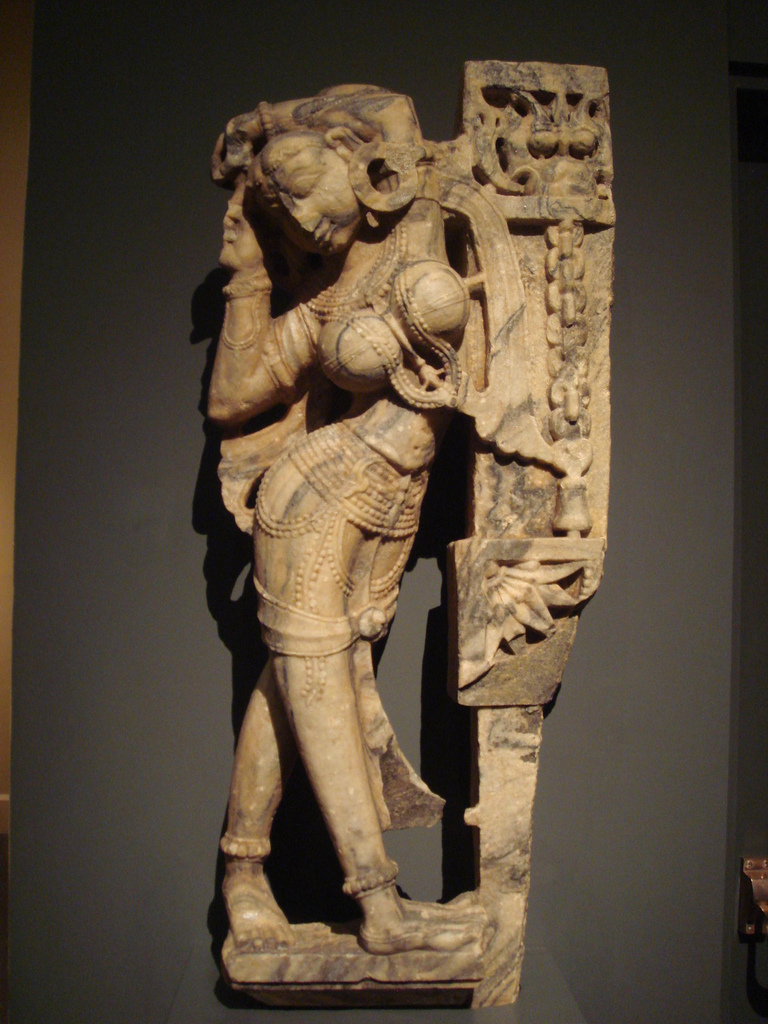
印度拉贾斯坦邦15世纪的飞天女神像
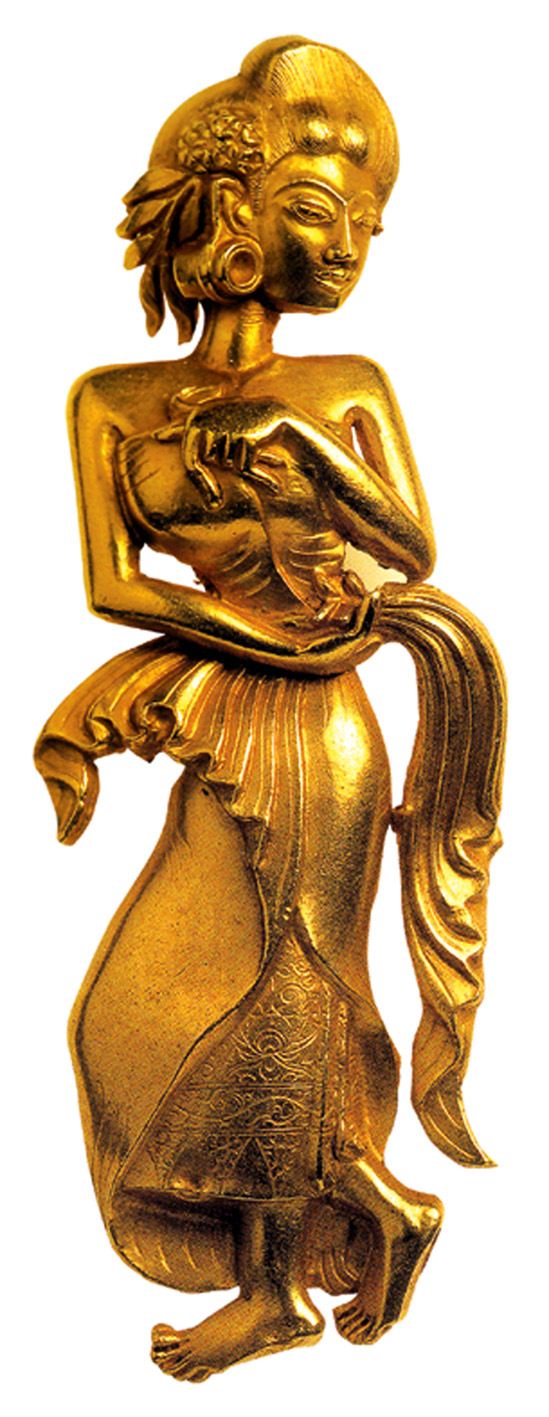
印度尼西亚爪哇岛满者伯夷风格的飞天女神金像
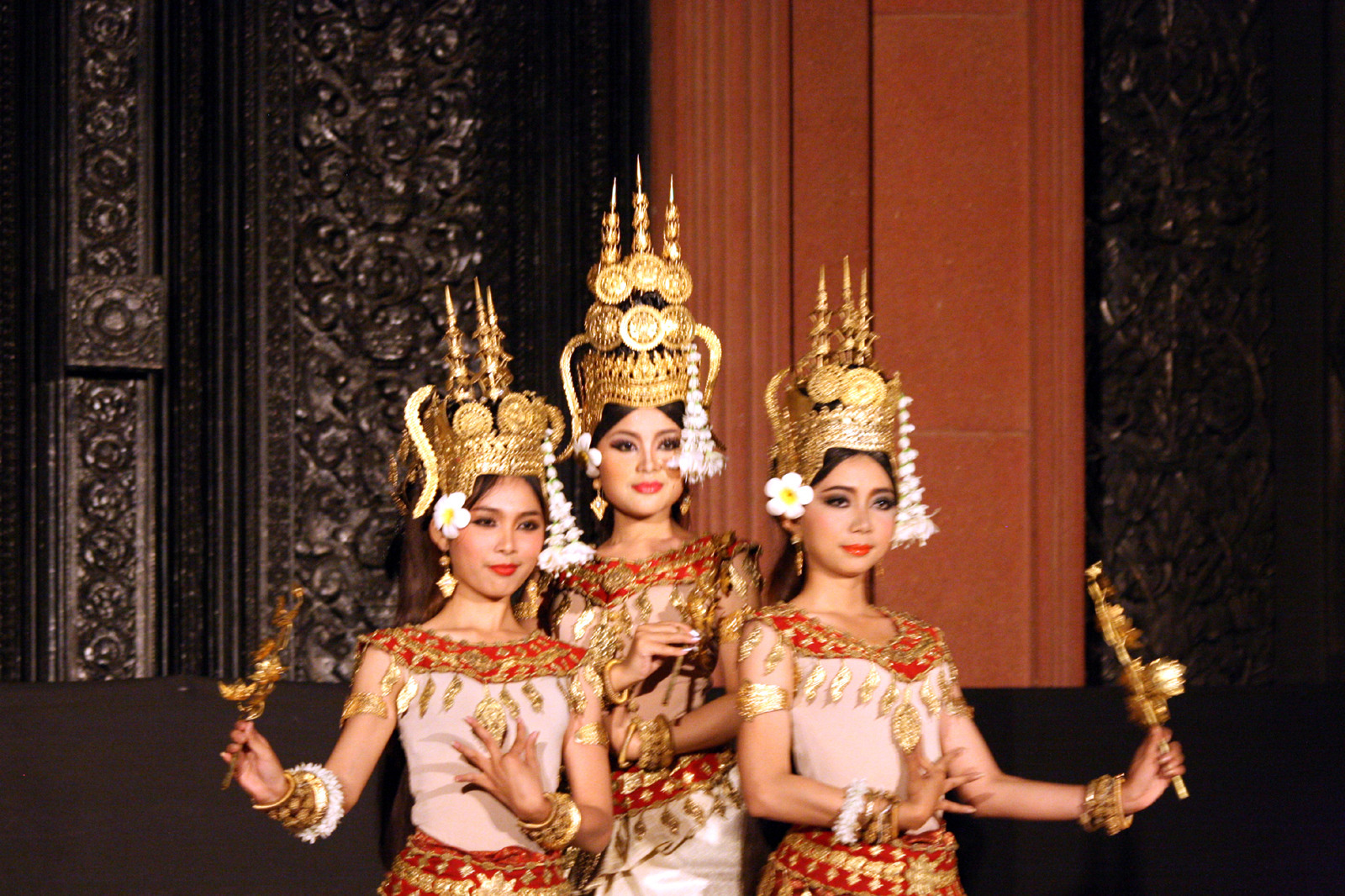
柬埔寨的仙女舞（英语：Robam Tep Apsara）
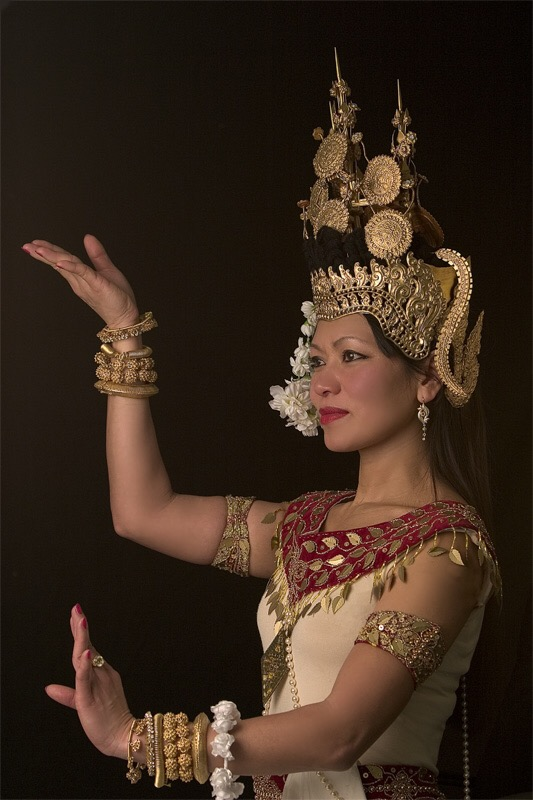
柬埔寨的仙女舞
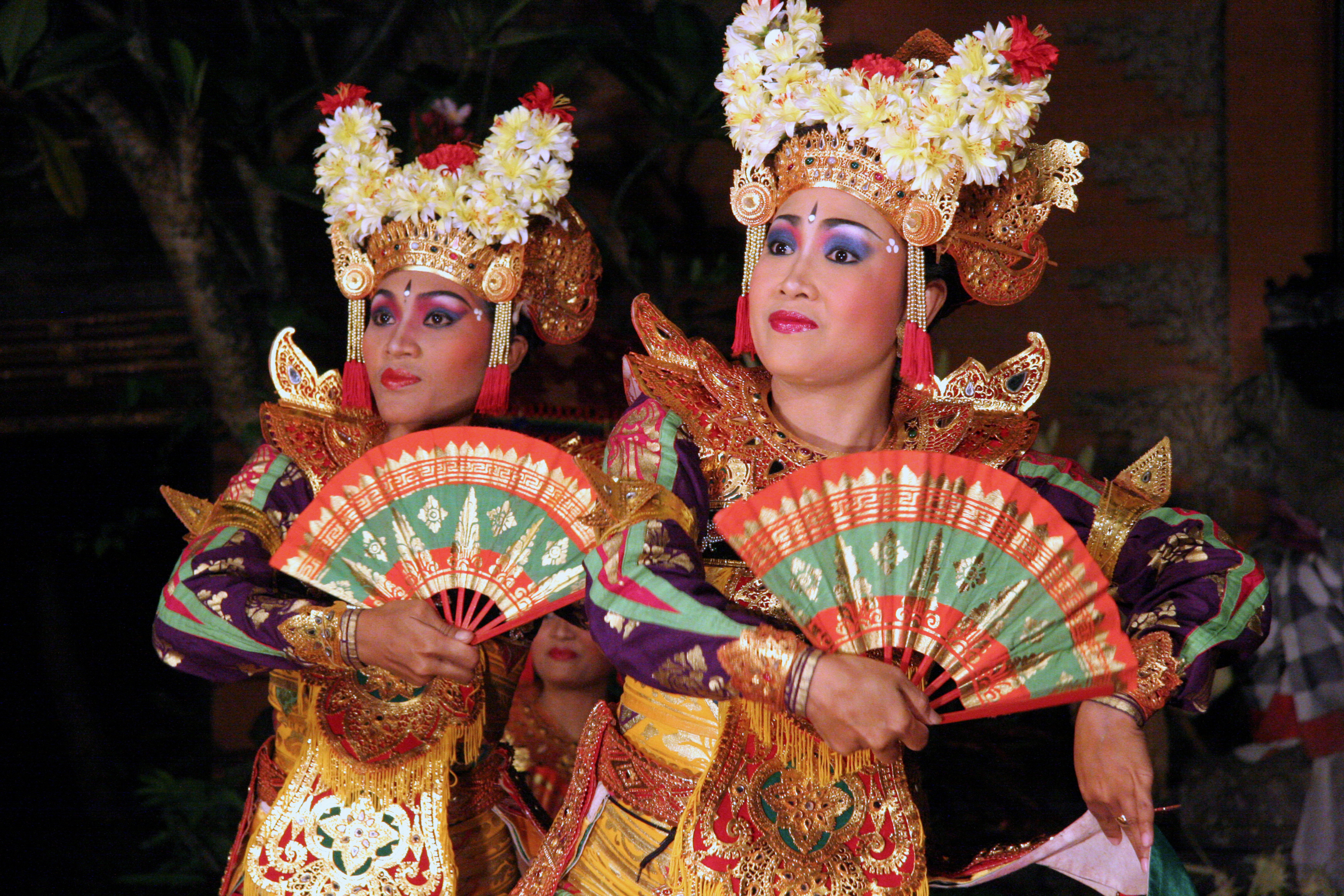
印度尼西亚巴厘岛的黎弓舞（英语：Legong）
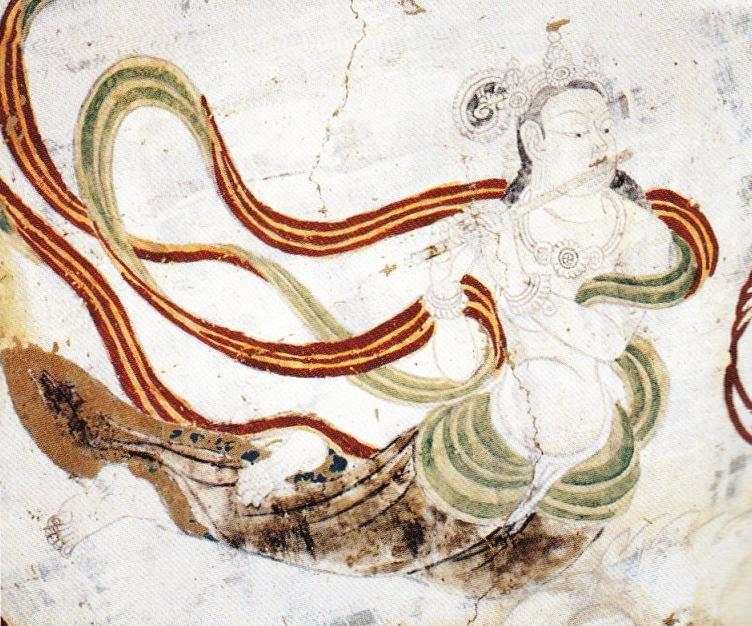
敦煌榆林窟的飞天壁画